# فهرست حاکمان تابع اشکانیان
شاهنشاهی اشکانی تقریباً از قرن سوم پ. م تا قرن سوم میلادی بر تمام ایران امروزی حکومت می‌کرد. این شامل تعداد زیادی از پادشاهی‌های نیمه خودمختار می‌شد که هر یک حاکم خاص خود را داشتند.

## اشکانیان ارمنستان(۱۲ میلادی - ۴۲۸ میلادی)
1. ونون یکم (۱۲ میلادی - ۱۶ میلادی) (شاهنشاه سابق اشکانیان به عنوان ونون یکم)
2. ارد یکم ارمنستان (۱۶ میلادی - ۱۸ میلادی) (پسر اردوان چهارم شاهنشاه اشکانیان)
3. آرتاشس سوم (۱۸ میلادی - ۳۵ میلادی) (از خاندان پولمون)
4. آرشاک یکم ارمنستان (۳۵ میلادی) (پسر اردوان چهارم شاهنشاه اشکانیان)
5. ارد یکم ارمنستان (۳۵ میلادی) (دوباره)
6. مهرداد ارمنستان (۳۵ میلادی - ۳۷ میلادی) (پسر مهرداد (چهارم) پادشاه ایبری)
7. ارد یکم ارمنستان (۳۷ میلادی - ۴۲ میلادی) (دوباره)
8. مهرداد ارمنستان (۴۲ میلادی - ۵۲ میلادی) (دوباره)
9. هرادامیزد (۵۲ میلادی - ۵۴ میلادی) (پسر فراسمان (سوم) پادشاه ایبری)
10. تیرداد یکم ارمنستان (۵۴ میلادی - ۶۰ میلادی) (پسر بهنام دوم شاهنشاه اشکانیان و مادها)
11. تیگران ششم (۶۰ میلادی - ۶۲ میلادی) (از خاندان هرود)
12. تیرداد یکم (۶۲ میلادی - ۷۵ میلادی) (دوباره)
13. پادشاه ناشناس (۷۵ میلادی - ۸۹ میلادی) (احتمالاً بلاش دوم اشکانی)
14. سناتروک یکم (۸۹ میلادی - ۱۰۹ میلادی) (پسر بلاش یکم اشکانی)
15. اکسیدارس (اشخدر) (۱۱۰ میلادی - ۱۱۳ میلادی) (پسر پاکور دوم شاهنشاه اشکانیان)
16. پارتاماسپت (۱۱۳ میلادی - ۱۱۴ میلادی) (پسر پاکور دوم شاهنشاه اشکانی)
  - اشغال شدن بدست امپراتوری روم (۱۱۴ میلادی - ۱۱۵ میلادی)
17. مهرداد دوم (۱۱۴ میلادی - ۱۱۶ میلادی) (برادر سناتروک یکم و خسرو یکم شاهنشاه اشکانی)
18. سناتروک دوم (۱۱۶ میلادی) (پسر مهرداد دوم)
19. بلاش سوم (از ۱۱۶ میلادی)
20. ؟ هخامنش (تا ۱۳۸/۱۴۴ میلادی)
21. سوهیموس (۱۳۸ / ۱۴۴ میلادی - ۱۱۶۱ میلادی) (پسر هخامنش)
22. پاکور یکم (۱۶۱ میلادی - ۱۶۴ میلادی) (اورلیوس پاکوروس)
23. سوهیموس (۱۶۴ میلادی - ۱۷۸ میلادی) (دوباره)
24. بلاش پنجم (۱۷۸ میلادی - ۱۹۷ میلادی)
25. پادشاه ناشناخته (۱۹۷ میلادی - ۲۱۵ میلادی)
26. خسرو یکم ارمنستان (۲۱۵ میلادی - ۲۱۶ میلادی)(پسر بلاش پنجم)
  - اشغال شدن بدست امپراتوری روم (۲۱۶ میلادی - ۲۱۷ میلادی)
27. تیرداد دوم (۲۱۷ میلادی - ۲۲۲ میلادی)
28. ؟ خسرو دوم (۲۲۲ میلادی - ۲۳۸ میلادی)
29. ؟ تیرداد سوم (۲۳۸ میلادی - ۲۵۳ میلادی)
  - اشغال شده بدست شاهنشاهی ساسانیان (۲۵۳ میلادی - ۲۷۹ میلادی)
30. هرمز (۲۵۳ میلادی - ۲۷۰ میلادی) (بعدها شاهنشاه ساسانیان با عنوان هرمز یکم فرزند شاپور یکم)
31. نرسه (۲۷۰ میلادی - ۲۹۳ میلادی) (بعدها شاهنشاه ساسانیان با عنوان نرسه پسر شاپور یکم)
32. آرتاوازد ششم (۲۶۰ میلادی)
33. خسرو دوم (۲۷۹ میلادی - ۲۸۷ میلادی)
34. تیرداد (چهارم) (۲۸۷ میلادی - ۲۹۸ میلادی)
35. تیرداد سوم (۲۹۸ میلادی - ۳۳۰ میلادی)
36. پاکور دوم (غاصب)(۳۳۰ میلادی)
37. خسرو سوم (۳۳۰ میلادی - ۳۳۸ میلادی)
38. تیران هفتم (۳۳۸ میلادی - ۳۵۱ میلادی)
39. آرشاک دوم (۳۵۱ میلادی - ۳۶۷ میلادی)
40. پاپ (۳۶۷ میلادی - ۳۷۴ میلادی)
41. وارازدات (۳۷۴ میلادی - ۳۷۸ میلادی)
42. بلاش سوم (۳۷۸ میلادی - ۳۸۶ میلادی) (فرمانروایی مشترک با آرشاک سوم)
43. آرشاک سوم (۳۷۸ میلادی - ۳۸۹ میلادی) (فرمانروایی مشترک با بلاش سوم و سپس خسرو چهارم)
44. خسرو چهارم (۳۸۶ میلادی - ۳۹۲ میلادی)(فرمانروایی مشترک با آرشاک سوم و پس از آن به تنهایی)
45. بهرام شاپور (۳۹۲ میلادی - ۴۱۴ میلادی)
46. خسرو چهارم (۴۱۴ میلادی - ۴۱۶ میلادی) (دوباره)
47. فرمانروایی مشترک تیگران هشتم با آرشاک چهارم (۴۱۶ میلادی)
48. فرمانروایی مشترک آرشاک چهارم با تیگران هشتم (۴۱۴ میلادی)
49. شاپور (۴۱۶ میلادی - ۴۲۰ میلادی)(بعدها شاهنشاه ساسانیان به عنوان شاپور چهارم پسر یزدگرد یکم)
50. آرتاشس چهارم (۴۲۲ میلادی - ۴۲۸ میلادی)

## اشکانیانماد(۱۴۴ پ. م - ۲۳۲ میلادی)
1. بلاش (باگاشا) (۱۴۴ پ. م - ۱۲۲ پ. م)[۱]
2. ارشک (۱۲۲ پ. م - ۱۱۱ پ. م)
3. اردشیر (۱۱۱ پ. م - ۹۹ پ. م)
4. اردوان (۹۷ پ. م - ۸۸ پ. م)
5. مهرداد (۸۸ پ. م - ۶۷ پ. م)
6. داریوش (۶۷ پ. م - ۶۵ پ. م)
7. مهرداد سوم (۶۵ پ. م - ۵۵ پ. م)
8. ارد دوم (۵۵ پ. م - ۵۰ پ. م)
9. پاکور یکم (۵۰ پ. م - ۳۸ پ. م)
10. ؟ تیرداد دوم (۳۰ پ. م - ۲۵ پ. م)
11. مهرداد (۱۲ پ. م - ۹ پ. م)[۲]
12. ؟ ارد (۴ پ. م - ۶ میلادی)
13. اردوان سوم (۹ میلادی - ۱۲ میلادی)
14. بهنام دوم (۴۵ میلادی - ۵۱ میلادی)
15. پاکور (۵۱ میلادی - ۷۵ میلادی) پسر بهنام دوم
16. ارشک (۱۳۶ میلادی)
17. ؟ پاکوروس (تا ۱۶۳ میلادی)
18. بلاش پنجم (تا ۲۰۸ میلادی)
19. اردوان پنجم (۲۱۳ میلادی - ۲۲۶ میلادی)
20. پاکور از (از ۲۰۸ میلادی -؟ میلادی) م فرزند اردوان پنجم

## اشکانیان ایبری(۱۲۳ پ. م - ۲۳۰ میلادی)
| خط‌کش               | سال                       |
| ------------------ | ------------------------- |
| روو یکم            | (۱۸۹ پ. م - ۲۳۰ میلادی)   |
| واچ                | (۲۱۶ میلادی - ۲۳۴ میلادی) |
| باکوریوس یکم       | (۲۳۴ میلادی - ۲۴۹ میلادی) |
| مهرداد دوم         | (۲۴۹ میلادی - ۲۶۵ میلادی) |
| آمازاسپوس سوم      | (۲۶۰ میلادی - ۲۶۵ میلادی) |
| آسپاگورس یکم ایبری | (۲۶۵ میلادی - ۲۸۴ میلادی) |

## سلسله اشکانی آلبانیای قفقاز(۱۲۳ پ. م - ۴۴۴ میلادی)
1. واچگان یکم (شجاع)
2. واچ یکم
3. اورنایر
4. واچگان دوم
5. میرهاوان
6. ساتوی
7. آسای
8. آس واگن
9. واچ
10. واچگان سوم (پرهیزگار)

## اشکانیانهیرکانی(۱۷۰ پ. م - ۲۳۰ میلادی)
1. ارشک (۱۶۵ پ. م) پ. م فرزند فرهاد یکم
2. هیمروس (تا ۱۲۹ پ. م)
3. هوتن (۷۰ پ. م)
4. اردوان سوم (۹ میلادی - ۴۰ میلادی)
5. گودرز دوم (۴۰ میلادی - ۵۱ میلادی)

## پادشاهان پادشاهی سورن(۲۰ پ. م - ۲۴۰ میلادی)
- حاکمان اشکانی سیستان (درنگیانا)[۳]

1. گندفر شاهنشاه بزرگ (۲۰ پ. م - سال‌های ابتدایی میلادی)
2. گندفر سوم گودانا (۲۰ میلادی - ۳۰ میلادی ؟)، برادر گندفر
3. گندفر چهارم ساسس (اواسط قرن اول م)
4. اوبوزانس، فرزند گندوفر چهارم
5. سانابار، پسر اوبوزانس
6. اَبداگازسس دوم، پسر سانابارس
7. پاکورس (اواخر قرن اول میلادی)
8. ؟ تیرداد (بدون سکه)، فرزند سانابارس
9. ؟ آتور ساسان (بدون سکه)، فرزند تیرداد
10. فرن-ساسان، پسر آذر-ساسان

- حاکمان اشکانی آرخوزیا (قندهار)[۳]

1. گندفر شاهنشاه بزرگ (۲۰ پ. م - سال‌های اول میلادی)
2. سارپدون (ابتدای قرن اول میلادی - ۲۰ میلادی)
3. گندفر سوم گودانا (حدود 20 AD - 30 AD؟)
4. ابدگس یکم، برادر زاده گندفر (سال اول م - اواسط قرن ۱ م)
5. سارپدونس پادشاه بزرگ پادشاهان
6. گندفر چهارم ساسس (اواسط قرن اول میلادی)
7. سانابار سوتر
8. اَبداگازسس دوم
9. پاکورس (اواخر قرن اول میلادی)

- حاکمان اشکانی جامو[۳]

1. گندفر (۲۰ پ. م - سالهای اول میلادی)
2. ابدگس یکم (سالهای اول میلادی - اواسط قرن اول میلادی)
3. سارپدونس
4. گندفر چهارم ساسس (اواسط قرن اول میلادی)
5. گندفر سوم گودانا اوبوزانس
6. گندفر چهارم ساسس (اواسط قرن اول میلادی)

- حاکمان اشکانی ساحل ایندوس (بلوچستان)[۳]

1. سارپدونس
2. ساتاواسترا
3. گندفر چهارم ساسس (اواسط قرن اول م)

- حاکمان اشکانی گاندارا[۳]

1. گندفر (۲۰ پ. م - سالهای اول میلادی)
2. ابدگس یکم (سالهای اول میلای - اواسط قرن اول میلادی)
3. ابدگس یکم، شاهنشاه (سال اول میلادی - اواسط قرن ۱ میلادی)
4. گندفر چهارم ساسس (اواسط قرن اول م)

- حاکمان اشکانی تاکسیلا[۳]

1. ابدگس یکم (سالهای اول میلادی - اواسط قرن اول میلادی)
2. گوندفر چهارم ساسس (اواسط قرن اول میلادی)

- حاکمان اشکانی آرخوزیای شمالی (بگرام)[۳]

1. گندفر شاهنشاه (۲۰ پ. م - سالهای اول میلادی)
2. ابدگس یکم (سال اول میلادی - اواسط قرن ۱ میلادی)

## پادشاهانمرووابرشهر[۴](۱۰ میلادی - ۲۵۰ میلادی)
1. ؟ یک فرد ناشناس با فرهاد پنجم
2. ؟ یک فرد ناشناس با اردوان سوم
3. ؟ یک فرد ناشناس با گودرز دوم و وردان یکم
4. D … c. ؟ (۵۰ میلادی)
5. یک فرد ناشناس با بلاش یکم
6. سانابارس (نیمه دوم قرن اول میلادی)
7. پاکور (۱۰۰ میلادی)
8. ؟ یک فرد ناشناس با بلاش سوم و مهرداد چهارم
9. ؟ یک فرد ناشناس با بلاش سوم و مهرداد چهارم
10. تایرن cont. با بلاش چهارم
11. ؟ یک فرد ناشناس با بلاش چهارم
12. اردشیر (۲۰۰ میلادی)
13. ؟ یک فرد ناشناس نیمه اول قرن ۳
14. ؟ یک فرد ناشناس نیمه اول قرن ۳
15. ؟ یک فرد ناشناس (۲۵۰ میلادی)

## پادشاهانپارس[۵](۲۳۰ پ. م - ۲۱۰ میلادی)
| نام | نام                                                 | تاریخ                     | روابط خانوادگی                           | توجه داشته باشید                                          |
| --- | --------------------------------------------------- | ------------------------- | ---------------------------------------- | --------------------------------------------------------- |
| ۱   | وهبرز                                               | از قرن ۳ پ. م             | ؟                                        | رهبر انقلابی علیه سلوکیان (؟)                             |
| ۲   | بایکارد                                             | ؟                         | سلسله فرترکه                             |                                                           |
| ۳   | بغداد یکم (bgdt)                                    | از قرن ۲ پ. م             | سلسله فرترکه - فرزند بایکار              | زیر نظر سلوکی‌ها                                           |
| ۴   | اردشیر یکم (rtḥštry)                                | نیمه اول قرن ۲            | سلسله فرترکه                             | زیر نظر سلوکی‌ها                                           |
| ۵   | وهبرز دوم(whwbrz - به نام اوبورزوس در پلی ینز ۷٫۴۰) | نیمه اول قرن ۲            | سلسله فرترکه                             |                                                           |
| ۶   | وادفراداد یکم (wtprdt)                              | اواسط قرن ۳ پ. م          | سلسله فرترکه - فرزند وهبرز               | وادفراداد یکم و جانشینان او به عنوان سلسله‌های فرعی بودند. |
| ۷   | وادفراداد دوم                                       | ج ۱۴۰                     | ؟                                        |                                                           |
| ۸   | "شاه ناشناس یکم" (Syknlt؟)                          | نیمه دوم قرن ۲            | ؟                                        |                                                           |
| ۹   | دارا یکم                                            | پایان قرن ۲               | ؟                                        |                                                           |
| ۱۰  | وادفراداد سوم                                       | نیمه اول قرن اول          | ؟                                        |                                                           |
| ۱۱  | دارا دوم                                            | قرن اول                   | پسر وادفراداد سوم                        |                                                           |
| ۱۲  | اردشیر دوم                                          | ۲ نیمه قرن ۱              | پسر دارا دوم                             | توسط برادرش وهشیر یکم کشته شد                             |
| ۱۳  | وهشیر یکم                                           | ۲ نیمه قرن ۱              | پسر دارا دوم                             |                                                           |
| ۱۴  | پاکور یکم                                           | نیمه اول قرن اول میلادی   | پسر وهشیر اول                            |                                                           |
| ۱۵  | پاکور دوم                                           | نیمه اول قرن اول میلادی   | ؟                                        |                                                           |
| ۱۶  | نامباد                                              | اواسط قرن اول میلادی      | پسر اردشیر دوم                           |                                                           |
| ۱۷  | ناپاد                                               | ۲ نیمه قرن ۱ میلادی       | پسر نامباد                               |                                                           |
| ۱۸  | "شاه ناشناس دوم"                                    | پایان قرن اول میلادی      | ؟                                        |                                                           |
| ۱۹  | وادفراداد چهارم                                     | نیمه اول قرن ۲ میلادی     | ؟                                        |                                                           |
| ۲۰  | منوچهر یکم                                          | نیمه اول قرن ۲ میلادی     | ؟                                        |                                                           |
| ۲۱  | اردشیر سوم                                          | نیمه اول قرن ۲ میلادی     | پسر منوچهر اول                           |                                                           |
| ۲۲  | منوچهر دوم                                          | اواسط قرن ۲ میلادی        | پسر اردشیر سوم                           |                                                           |
| ۲۳  | پاکور سوم                                           | نیمه دوم قرن ۲ میلادی     | ؟                                        |                                                           |
| ۲۴  | منوچهر سوم                                          | نیمه دوم قرن ۲ میلادی     | پسر منوچهر دوم                           |                                                           |
| ۲۵  | اردشیر چهارم                                        | پایان قرن ۲ میلادی        | پسر منوچهر سوم                           |                                                           |
| ۲۶  | وهشیر دوم                                           | (۲۰۶ میلادی - ۲۱۰ میلادی) | ؟                                        | آخرین Bazarangids.                                        |
| ۲۷  | شاپور                                               | از قرن ۳ میلادی           | برادر نخستین ساسانی، اردشیر بابکان       |                                                           |
| ۲۸  | اردشیر پنجم                                         | از قرن ۳ میلادی           | نخستین حاکم ساسانی، تحت عنوان اردشیر یکم |                                                           |

## حاکمانهترا
در کتیبه‌هایی که در هترا یافت شده، از چندین تن حاکمان آن یاد شده‌است. حاکمان دیگر به‌طور پراکنده توسط نویسندگان منابع کلاسیک ذکر شده‌اند. آنها با دو عنوان ظاهر می‌شوند. فرمانروایان اولیه با عنوان mry´ (ترجمه نامشخص، شاید فرماندار)، فرمانروایان پسین mlk به معنای پادشاه خوانده می‌شوند.
| نام | نام          | عنوان             | تاریخ                             | روابط خانوادگی  | توجه داشته باشید                         |
| --- | ------------ | ----------------- | --------------------------------- | --------------- | ---------------------------------------- |
| ۱   | وُرُد          | فرماندار          |                                   |                 |                                          |
| ۲   | مانو         | فرماندار          |                                   |                 |                                          |
| ۳   | اِلکود        | فرماندار          | (۱۵۵/۱۵۶ میلادی)                  |                 |                                          |
| ۴   | نشری هاب     | فرماندار          | (۱۲۸/۱۲۹ میلادی - ۱۳۷/۱۳۸ میلادی) |                 |                                          |
| ۵   | ناسرو        | فرماندار          | (۱۲۸/۱۲۹ میلادی - ۱۷۶/۱۷۷ میلادی) |                 |                                          |
| ۶   | ولگاش یکم    | فرماندار و پادشاه |                                   |                 |                                          |
| ۷   | سناتروک یکم  | فرماندار و پادشاه | (۱۷۶/۱۷۷ میلادی)                  |                 | به همراه ولگاش یکم حکومت کرد             |
| ۸   | ولگاش (دوم؟) |                   |                                   | پسر ولگاش (یکم) |                                          |
| ۹   | ابدسامیا     | پادشاه            | (۱۹۲/۱۹۳ میلادی - ۲۰۱/۲۰۲ میلادی) |                 | از امپراتور روم پسنیوس نیگر پشتیبانی کرد |
| ۱۰  | سناتروک دوم  | پادشاه            | (۲۰۷/۲۰۸ میلادی - ۲۲۹/۲۳۰ میلادی) |                 |                                          |

## پادشاهانالیمائی[۷](۱۴۷ پ. م - ۲۲۴ میلادی)
1. کام ناسکیرس یکم مگاس سوتر (۱۴۷ پ. م - ۱۴۵ پ. م)
2. کام ناسکیرس دوم نیکیفوروس (۱۴۵ پ. م - ۱۳۹ پ. م)
3. اوکوناپسس (۱۳۹/۱۳۸ پ. م)
4. تیگریوس (۱۳۸/۱۳۷ پ. م - ۱۳۳/۱۳۲ پ. م)
5. داریوش (پیش ۱۲۹ پ. م)
6. کام ناسکیرس سوم مگاس نیکیفوروس (۸۵ پ. م)
7. کام ناسکیرس چهارم (۸۲/۸۱ پ. م - ۷۶/۷۵ پ. م) با انزاز (ملکه خود)
8. کام ناسکیرس پنجم[۸] (۷۳/۷۲ پ. م - ۴۶ پ. م)
9. کام ناسکیرس ششم[۹] (۴۶ پ. م - ۲۸ پ. م)
10. کام ناسکیرس هفتم[۱۰] (۲۸ پ. م - ۱ میلادی)
11. کام ناسکیرس هشتم[۱۱] (۱ میلادی - ۱۵ میلادی)
12. کام ناسکیرس نهم[۱۲] (۱۵ میلادی - ۲۵ میلادی)
13. ارد یکم (۲۵ میلادی - ۵۰ میلادی)
14. ارد دوم (۵۰ میلادی - ۷۰ میلادی) فرزند ارد یکم
15. فرهاد[۱۳] (۷۰ میلادی - ۹۰ میلادی) فرزند ارد (یکم یا دوم)
16. ارد سوم[۱۴] (۹۰ میلادی - ۱۰۰ میلادی) فرزند ارد دوم
17. کام ناسکیرس-ارد[۱۵] (۱۰۰ میلادی - ۱۲۰ میلادی) فرزند ارد دوم
18. آریوبرزن (۱۲۵ میلادی)
19. خسرو یکم اشکانی (۱۲۵ میلادی - ۱۳۰ میلادی)
20. پادشاه ناشناس یکم (۱۳۰ میلادی- حدود ۱۴۰ میلادی)
21. ارد چهارم الیمائی[۱۶] و اولپان (۱۴۰ میلادی - ۱۶۰ میلادی)
22. ابرباسی[۱۷] (۱۶۰ میلادی - ۱۷۰ میلادی)
23. ارد پنجم الیمائی[۱۸] (۱۷۰ میلادی - ۱۸۰ میلادی) فرزند بِل دوسا
24. بلاش چهارم اشکانی[۱۹] (۱۸۰ میلادی - ۱۹۰ میلادی)
25. پادشاه ناشناس دوم[۲۰] (۱۹۰ میلادی - ۲۱۰ میلادی)
26. پادشاه ناشناس سوم[۲۱] (۲۱۰ میلادی - ۲۲۰ میلادی)
27. ارد ششم الیمائی[۲۲] (۲۲۰ میلادی - ۲۲۴ میلادی)

## پادشاهانمیشان[۲۳](۱۷۰ پ. م - ۲۲۲ میلادی)
1. هیسپاوسین (۱۲۷ پ. م - ۱۲۲ / ۱۲۱ پ. م)
2. آپوداکوس (۱۱۰ / ۱۰۹ پ. م - ۱۰۴ / ۱۰۳ پ. م)
3. تی رِیوس یکم (۹۵ / ۹۴ پ. م - ۹۰ / ۸۹ پ. م)
4. تی رِیوس دوم (۷۹ / ۷۸ پ. م - ۴۹ / ۴۸ پ. م)
5. آرتابازوس (۴۹ / ۴۸ پ. م - ۴۸ / ۴۷ پ. م)
6. اِتَمبِلوس یکم (۴۷ / ۴۶ پ. م - ۲۵ / ۲۴ پ. م)
7. تئونسیوس یکم (۱۹/۱۸ پ. م)
8. اِتَمبِلوس دوم (۱۷/۱۶ پ. م - ۸/۹ میلادی)
9. اَبی نرگائوس (۱۰/۱۱ میلادی - ۲۲/۲۳ میلادی)
10. اُرابازس (۱۹ میلادی)
11. اِتَمبِلوس سوم (۳۷ / ۳۸ میلادی - ۴۴ / ۴۵ میلادی)
12. تئونسیوس دوم (۴۶/۴۷ میلادی)
13. تئونسیوس سوم (۵۲/۵۳ میلادی)
14. اِتَمبِلوس چهارم (۵۴ / ۵۵ میلادی - ۶۴ / ۶۵ میلادی)
15. اِتَمبِلوس پنجم (۶۴ / ۶۵ میلادی - ۷۳ / ۷۴ میلادی)
16. اُرابازس دوم (۷۳ میلادی - ۸۰ میلادی)
17. پاکور دوم (۸۰ میلادی - ۱۰۱ / ۱۰۲ میلادی) شاهنشاه اشکانی
18. اِتَمبِلوس ششم (۱۰۱ / ۱۰۲ میلادی - ۱۰۵ / ۱۰۶ میلادی)
19. تئونسیوس چهارم (۱۱۰ / ۱۱۱ میلادی - ۱۱۲ / ۱۱۳ میلادی)
20. اِتَمبِلوس هفتم (۱۱۳ / ۱۱۴ میلادی - ۱۱۷ میلادی)
21. مِرِداتس (۱۳۱ میلادی - ۱۵۰ / ۱۵۱ میلادی) فرزند پاکور دوم شاهنشاه اشکانی
22. اُرابازس سوم (۱۵۰ / ۱۵۱ میلادی - ۱۶۵ میلادی)
23. اَبی نرگائوس دوم (؟) (۱۶۵ میلادی - ۱۸۰ میلادی)
24. اِتَمبِلوس هشتم (۱۸۰ میلادی - ۱۹۵ میلادی (؟))
25. ماگا (؟) (۱۹۵ میلادی - ۲۱۰ میلادی)
26. اَبی نرگائوس سوم (۲۱۰ میلادی - ۲۲۲ میلادی)

## پادشاهاناوسروئن(۱۳۲ پ. م - ۲۹۳ میلادی)
1. آریو (۱۳۲ پ. م - ۱۲۷ پ. م)
2. ابدو فرزند ماز اور (۱۲۷ پ. م - ۱۲۰ پ. م)
3. فرادشت فرزند جِبار او (۱۲۰پ. م - ۱۱۵ پ. م)
4. باکرو یکم فرزند فرادشت (۱۱۵ پ. م - ۱۱۲ پ. م)
5. باکرو دوم فرزند باکرو (۱۱۲ پ. م - ۹۴ پ. م)
6. مانو یکم (۹۴ پ. م)
7. اَبگار یکم پیکا (۹۴ پ. م - ۶۸ پ. م)
8. اَبگار دوم فرزند اَبگار (۶۸ پ. م - ۵۲ پ. م)
9. مانو دوم (۵۲ پ. م - ۳۴ پ. م)
10. پاکور (۳۴ پ. م - ۲۹ پ. م)
11. اَبگار سوم (۲۹ پ. م - ۲۶ پ. م)
12. اَبگار چهارم سوماقا (۲۶ پ. م - ۲۳ پ. م)
13. مانو سوم سافول (۲۳ پ. م - ۴ پ. م)
14. اَبگار پنجم اوک کاما فرزند مانو (اَبگاروس ادسا) (۴ پ. م - ۷ میلادی)
15. نوار مانع چهارم مانو (۷ میلادی - ۱۳ میلادی)
16. اَبگار پنجم اوک کاما فرزند مانو (۱۳ میلادی - ۵۰ میلادی)
17. مانو پنجم فرزند اَبگار (۵۰ میلادی - ۵۷ میلادی)
18. مانو ششم فرزند اَبگار (۵۷ میلادی - ۷۱ میلادی)
19. اَبگار ششم فرزند مانو (۷۱ میلادی - ۹۱ میلادی)
20. سناتروک (۹۱ میلادی - ۱۰۹ میلادی)
21. اَبگار هفتم فرزند ایزد (۱۰۹ میلادی - ۱۱۶ میلادی)
  - حکومت موقت رومیان (۱۱۶ میلادی - ۱۱۸ میلادی)
22. یالور (۱۱۸ میلادی - ۱۲۲ میلادی، پادشاهی مشترک با پارتاماسپت)
23. پارتاماسپت (۱۱۸ میلادی - ۱۲۳ میلادی)
24. مانو هفتم فرزند ایزد (۱۲۳ میلادی - ۱۳۹ میلادی)
25. مانو هشتم فرزند مانو (۱۳۹ میلادی - ۱۶۳ میلادی)
26. وا ایل فرزند سهرو (۱۶۳ میلادی - ۱۶۵ میلادی)
27. مانو هشتم فرزند مانو (۱۶۵ میلادی - ۱۶۵ میلادی)
28. اَبگار هشتم (۱۶۷ میلادی - ۱۷۷ میلادی)
29. اَبگار نهم (عالی) (۱۷۷ میلادی - ۲۱۲ میلادی)
30. اَبگار دهم سِوِروس فرزند مانو (۲۱۲ میلادی - ۲۱۴ میلادی)
31. اَبگار (دهم) سِوِروس فرزند اَبگار (نهم) رابو (۲۱۴ میلادی - ۲۱۶ میلادی)
32. مانو (نهم) فرزند اَبگار (دهم) سِوِروس (۲۱۶ میلادی - ۲۴۲ میلادی)
33. اَبگار (یازدهم) فارهت فرزند مانو (نهم) (۲۴۲ میلادی - ۲۴۴ میلادی)

## پادشاهانآدیابن(۶۹ پ. م - ۳۱۰ میلادی)
1. اَبدیس سارس (۱۶۴ پ. م)
2. پادشاه ناشناس (۶۹ پ. م)
3. آرتاکسارس (پس از او آگوستوس)
4. ایزاتس یکم (۱۵ میلادی)
5. با زئوس مونوبازوس یکم (۲۰؟ میلادی - ۳۰؟ میلادی)
6. هلنی (۳۰ میلادی - ۵۸ میلادی)
7. ایزاتس دوم فرزند مونوبازوس (۳۴ میلادی - ۵۸ میلادی)
  - بلاش یکم (اشغال توسط اشکانیان مخالف ایزاتس دوم) (۵۰ میلادی)
8. مونوبازوس دوم فرزند مونوبازوس (۵۰ میلادی - میانه دهه ۷۰ میلادی)
9. ایزاتس سوم (۱۰۹ میلادی)
10. مهراسپ (؟ میلادی - ۱۱۶ میلادی)
  - اشغال بدست امپراتوری روم (۱۱۶ میلادی - ۱۱۷ میلادی)
11. راباکتوس (تا ۱۳۶ میلادی)
12. Atwr ('tlw)؟ (۱۵۰ میلادی)
13. نرسه آدیابن (۱۷۰ میلادی - ۲۰۰ میلادی)
14. شهرات (شهراد) (۲۱۶ میلادی - ۲۲۷ میلادی)
15. آدورزهاب (تا ۲۴۰ میلادی)
16. فرهاد مسیحی (۳۱۰ میلادی)
  - اشغال بدست شاهنشاهی ساسانی
  - اردشیر دوم (۳۴۴ میلادی - ۳۷۶ میلادی)

## پادشاهانکردوئن(۱۴۰ پ. م - ۳۵۹ میلادی)
1. زربینوس، میانه قرن ۱ پ. م تا ۶۹ پ. م بدست تیگران دوم کشته شد.
2. مانیساروس; ~ ۱۱۵ میلادی:او کنترل بخشی‌هایی از ارمنستان و میانرودن را بدست گرفت.
3. اردشیر؛ ~ ۳۴۰ میلادی: به بدنبال مسیحی شدن کردوئن او به آنجا حمله کرد.[۲۴]
4. جوینیان ~ ۳۵۹ میلادی[۲۵]